# Strigiphilus remotus
Strigiphilus remotus är en insektsart som först beskrevs av Kellogg och Chapman 1899.  Strigiphilus remotus ingår i släktet ugglelöss, och familjen fjäderlöss. Arten är reproducerande i Sverige.